# Salakot

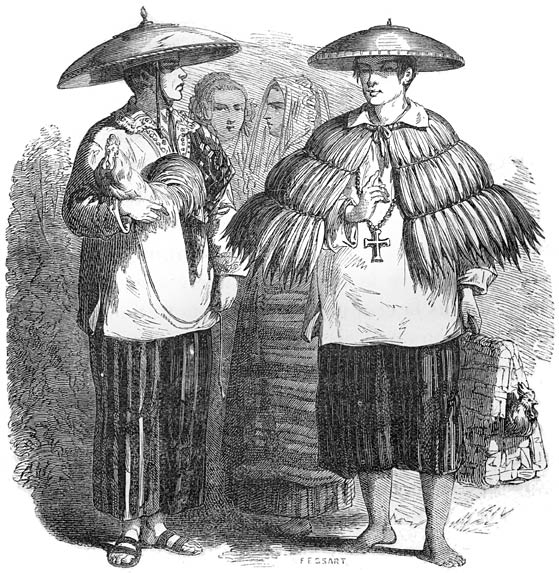
Tagalog Hommes en costume traditionnel barong tagalog, esclavine (capes de pluie) et salakot, vers 1855

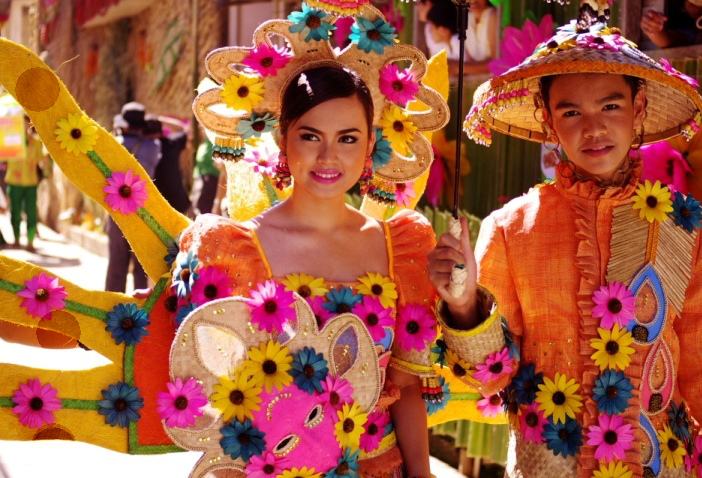
Un artiste (à droite) portant un salakot lors du festival de Pahiyas 2011 de Quezon

Le salakót est un couvre-chef traditionnel léger des Philippines, couramment utilisé à l'époque précoloniale jusqu'à aujourd'hui pour se protéger du soleil et de la pluie. Chaque groupe ethnolinguistique de l'archipel possède sa propre variante, mais tous ont généralement une forme de dôme ou de en forme de cône et leur taille peut varier, allant d'un bord très large à une forme de casque. Ils sont fabriqués à partir de divers matériaux, notamment le bambou, le rotin, les fougères nito (Lygodium microphyllum) et la calebasse. L'extrémité de la couronne est généralement munie d'un sommet à pointes ou à boutons, en métal ou en bois. Le salakót est maintenue en place par un bandeau intérieur et une jugulaire. Le chapeau salakot a également influencé le casque à moelle utilisé par les colonisateurs européens. Le salakot, également orthographié salacot en espagnol et salacco en français, est le précurseur direct du casque colonial (également appelé salacot en espagnol et en français) largement utilisé par les forces militaires européennes au début de la période coloniale,.

## Description
Salakot est un terme général désignant une série de coiffes traditionnelles apparentées, utilisées par pratiquement tous les groupes ethniques des Philippines. Il a généralement la forme d'un dôme ou d'un cône, mais il existe d'autres styles, notamment des versions avec des couronnes en forme de dôme, de cône ou plates avec un bord plat ou légèrement incliné. L'extrémité de la couronne est généralement ornée d'un épi de faîtage en métal ou en bois (parfois avec des plumes de crin ou de plume). Le bord peut également être orné de perles, de plumes ou d'ornements métalliques. La taille du chapeau peut varier, allant d'un bord très large à une forme presque casquée. Il est maintenu en place par un bandeau intérieur ("baat") et une jugulaire. Il était largement utilisé aux Philippines jusqu'au 20e siècle, époque à laquelle il a été largement remplacé par des chapeaux de style occidental.

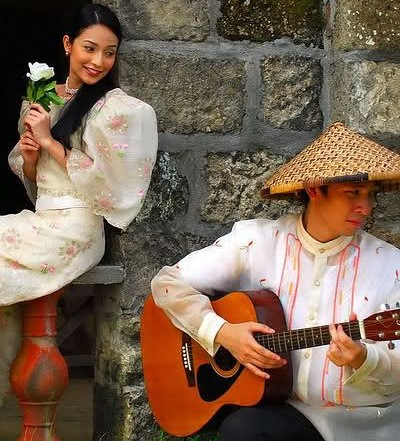
Salakot porté avec un barong tagalog

Les salakot peuvent être fabriqués à partir de divers matériaux, notamment le bambou, le rotin, le nito, la calebasse, le buri, les feuilles de nipa (Nypa fruticans), les feuilles de pandan, la corne du carabao et l'écaille de tortue. La façon dont ils sont fabriqués et ornés varie selon les groupes ethniques. Les salakot peuvent également avoir des sous-types nommés en fonction du matériau utilisé. Chez les Tagalogs par exemple, les salakot fabriqués à partir de bambou fendu sont appelés "tinipas", tandis que les salakot fabriqués à partir de gourde séchée sont appelés "takukom". Elles peuvent également être enduites de résine pour les rendre imperméables.
La plupart des salakot étaient simples et fabriqués à partir de matériaux bon marché. Les agriculteurs et les pêcheurs les portaient pour se protéger du soleil et de la pluie. Les salakot plus élaborés, fabriqués à partir de matériaux plus rares, avec des ornements incrustés et des glands, étaient considérés comme des objets précieux, transmis de génération en génération. Symboles de statut, ils pouvaient être utilisés comme monnaie d'échange, comme garantie d'une promesse ou comme cadeau.
Certains salakot sont également recouverts de tissu (généralement décoré de broderies élaborées) ou ont des doublures qui peuvent comporter des poches utilisées pour ranger des objets de valeur et de l'argent, ainsi que du tabac ou des feuilles de bétel.

## Variants

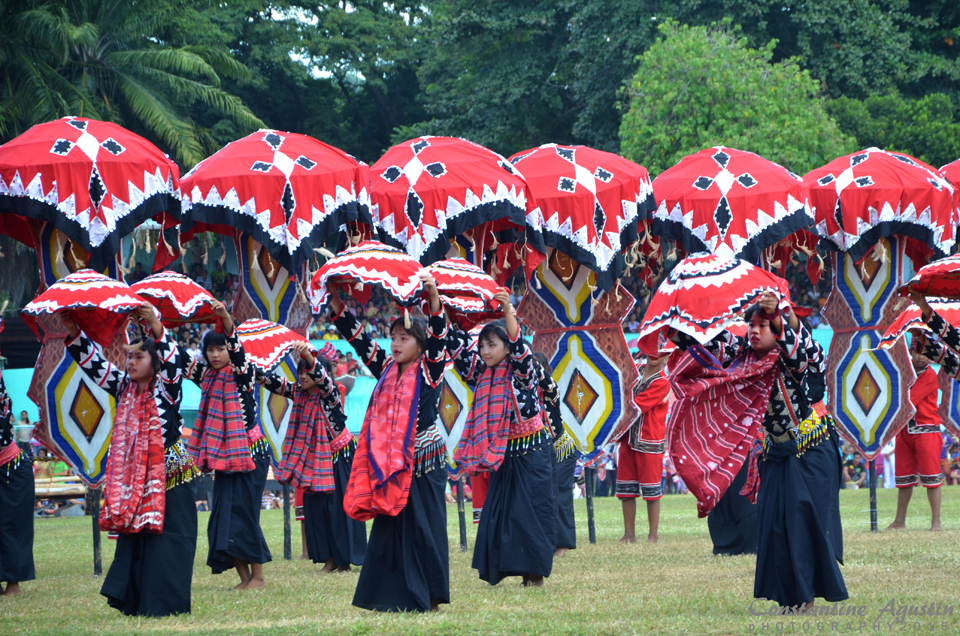
Le "s'laong kinibang" recouvert de tissu du peuple T'boli

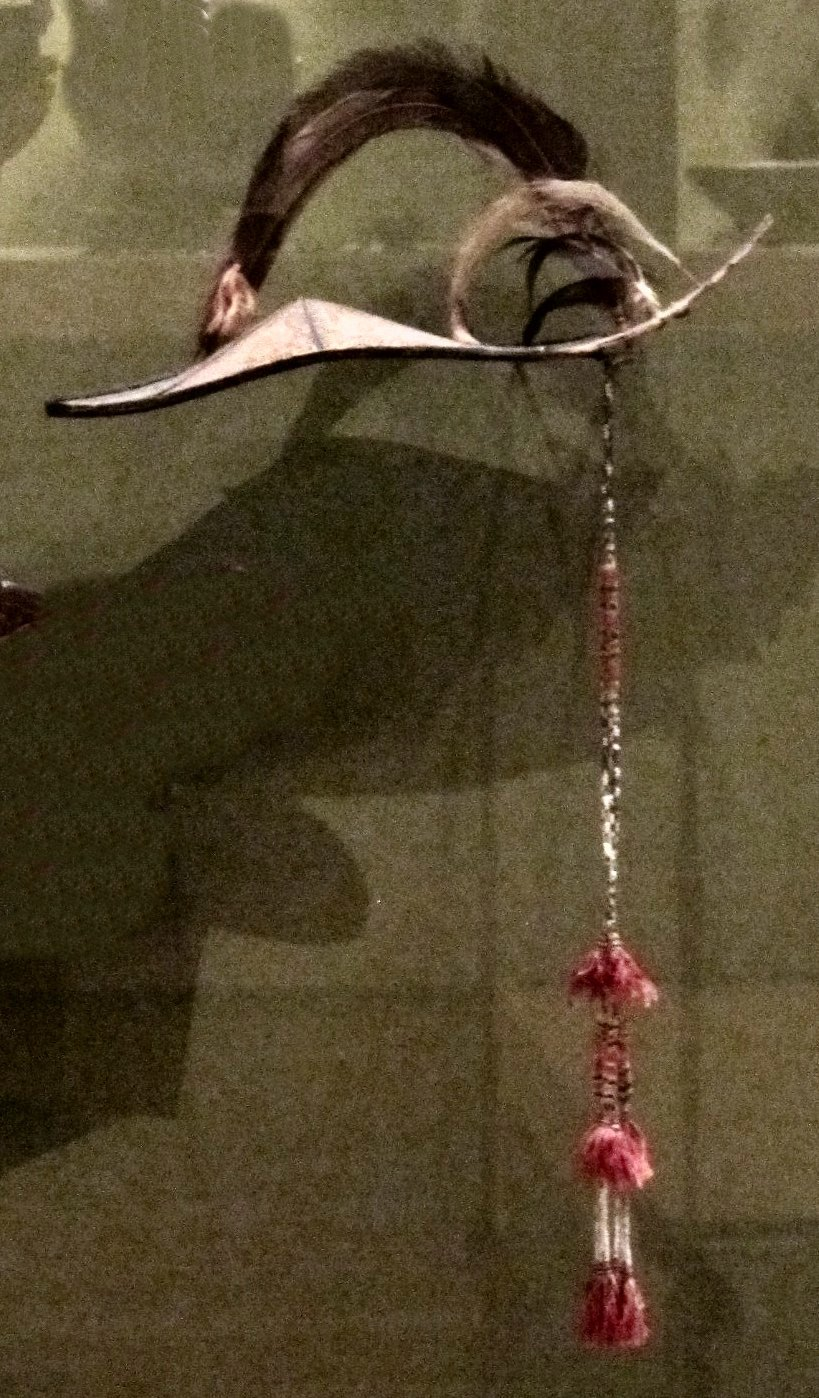
Le "sadok" à la forme unique du peuple Mandaya du sud-est de Mindanao

Le nom salakot est dérivé de la version du couvre-chef du Tagalog et du peuple kapampangan. Les noms de coiffures similaires dans d'autres groupes ethniques des Philippines incluent,.
- Talugong" - salakot du peuple Ivatan. Les hommes le portent avec un gilet de feuilles de palmier voyavoy appelé "kana-i" ou "kanayi". Les femmes, quant à elles, portent un chapeau de paille appelé "vakul"[5].
- Les Hallidung - également connus sous le nom de lido - sont les salakot du peuple Ifugao. Ils sont généralement fabriqués en rotin ou en bambou et recouverts d'une couche de résine pour les rendre imperméables[6].
- Kalugung - sont les salakot du peuple Kalinga. Ils étaient généralement fabriqués en rotin et en nito, ou en bois léger. Ils avaient la forme d'un dôme ou d'un cône légèrement incliné.
- Kattukong - également connu sous le nom de katukong, tukong, ou tabungaw, sont les salakot du peuple Ilocano et du peuple Tinguian, généralement fabriqués à partir de calebasses séchées renforcées par du nito tressé sur le bord.
- Sadók ou Sarók - se réfère aux différents motifs de salakot des Visayans, Bikolano et Mandaya.
  - Cebuano Sarók - Également connu sous le nom de "takokong" en cebuano dialectal. Il est léger et orné. Il est fait de tiges tressées de la plante nito (Lygodium spp.) et/ou de feuilles séchées ou de bambou, créant une structure en forme de filet à motifs, avec un motif floral caractéristique à six pétales fait de feuilles plus légères ou de fines plaques de bois de bambou fixées tout en haut du chapeau.
  - Bicolano Sadók - Ce salakot est fabriqué à partir de feuilles d'anahaw et de bambou et présente soit une forme pointue ressemblant au Mont Mayon, soit une forme arrondie avec un chapeau intérieur attaché autour de la tête de la personne qui le porte. C'est également le style de salakot porté à Leyte et à Sorsogon.
  - Mandaya Sadók - Le Mandaya sadok est exceptionnellement allongé de l'avant à l'arrière et est souvent décoré de plumes, de glands et de perles.
- Les Sarúk sont les salakot du peuple Yakan et du peuple Sama-Bajau, fabriqués à partir de rotin tressé, de nito et de coton. La version Yakan a une forme caractéristique de dôme avec une large couronne. Les hommes et les femmes peuvent porter le saruk. Chez les hommes, ils sont portés par-dessus le foulard traditionnel pis syabit.
- Les Sayap, également appelés "binalano" ou "tapisan", sont les salakot du peuple de Maguindanao. Ils sont fabriqués à partir de bambou et de nito.
- Les S'laong sont les salakot du T'boli. Ils sont spécifiques à chaque sexe. Les hommes portent le s'laong naf conique et peu profond, fait de bambou et de rotin avec des motifs géométriques en noir et blanc. Les femmes portaient le s'laong kinibang à large bord, fabriqué en bambou et recouvert d'une doublure en tissu qui pendait distinctement sur les côtés et dans le dos, généralement décoré de franges de perles.

## Historique

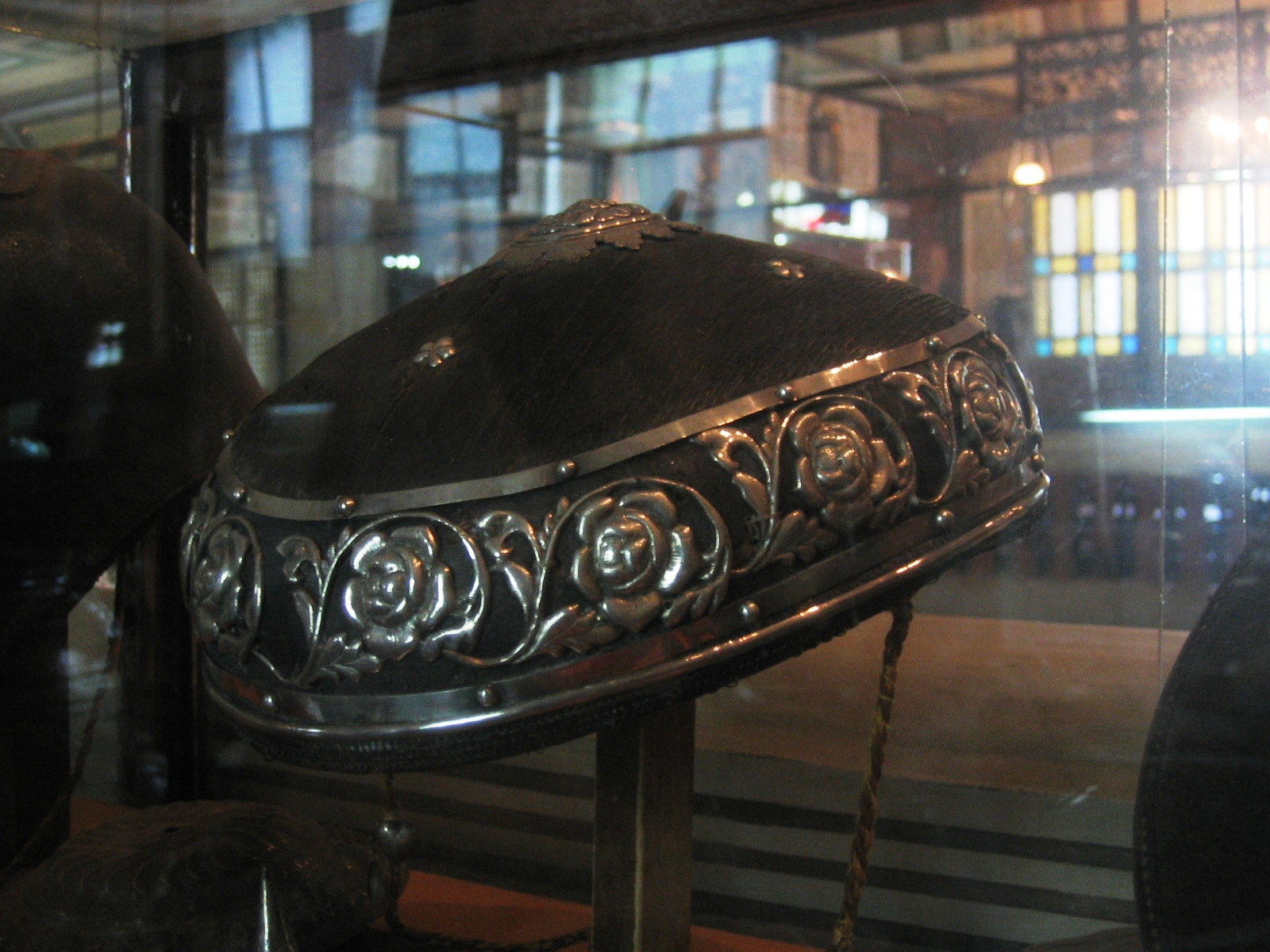
Salakot du 19e siècle incrusté d'argent dans le musée de la Villa Escudero Museum

Le salakot fait partie de la culture précoloniale des Philippines. La première mention du salakot remonte à 1521, lorsque Antonio Pigafetta de l'expédition de Ferdinand Magellan décrit une "reine qui porte un grand chapeau de feuilles de palmier à la manière d'un parasol, avec une couronne de mêmes feuilles comme la tiare du pape ; et elle ne va jamais nulle part sans un tel chapeau.
Au XIXe siècle, à l'époque coloniale espagnole, les salakot étaient portés par les membres de la classe aristocratique (la Principalía) en tant que symboles de statut, dans le cadre de l'ensemble du barong tagalog,.
Ces salakot de l'époque espagnole étaient fabriqués à partir de matériaux précieux comme l'écaille de tortue et décorés de pierres précieuses et de métaux précieux comme l'argent, ou parfois de l'or. Ils sont également souvent dotés de longues pointes ornées de crin de cheval, ou de pièces de monnaie ou de pendentifs suspendus au bord De nombreuses représentations de « gobernadorcillos » et de « cabeza de barangay » montrent ces fonctionnaires coloniaux portant des salakot ornés,.

### Casque colonial

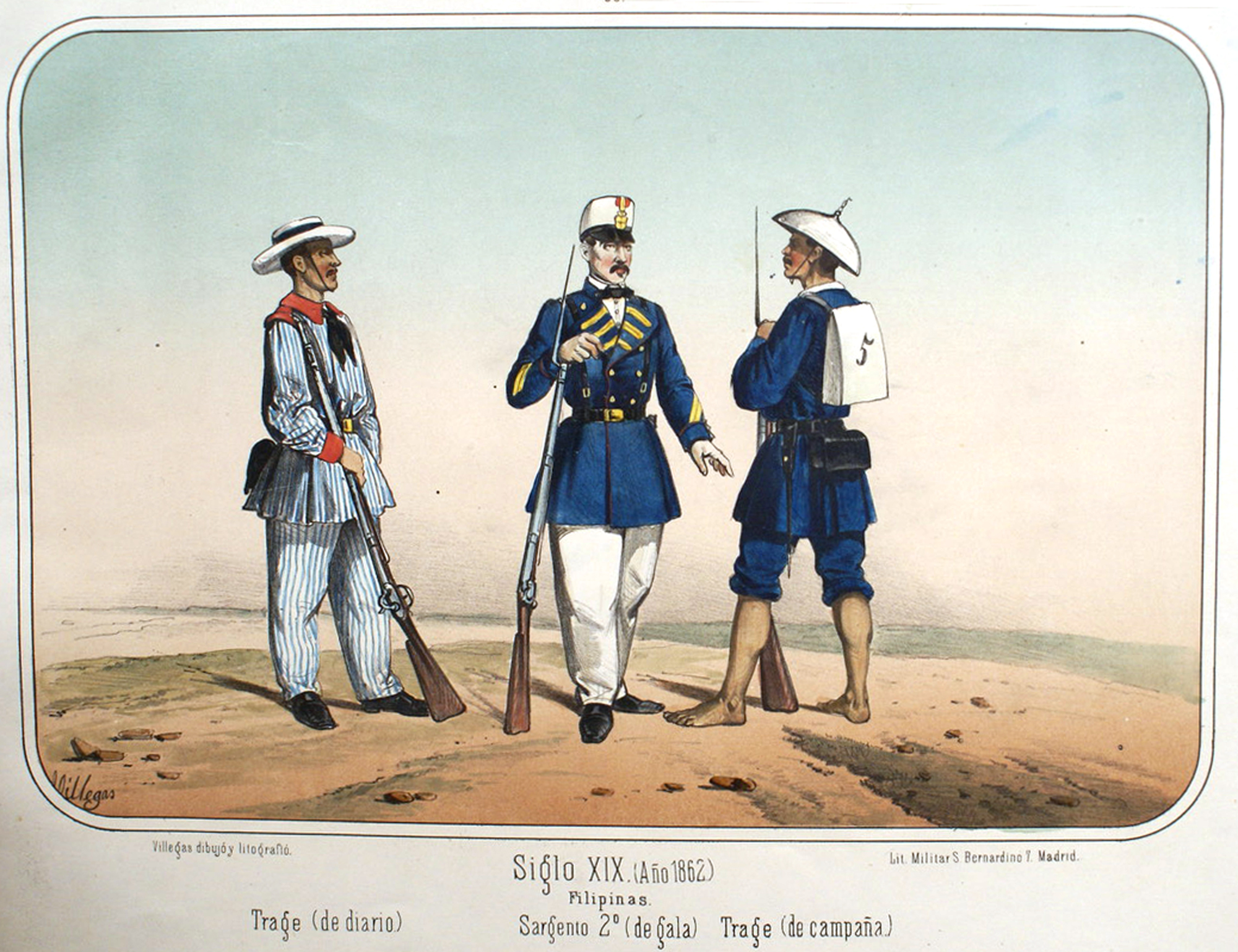
Uniformes militaires espagnols aux Philippines en 1862 montrant le salakot (à droite) porté dans le cadre du trage de campaña (uniforme de campagne).

Les salakot étaient également largement utilisés comme chapeaux de soleil militaires dans les Philippines de l'époque coloniale par les troupes indigènes et espagnoles de l'armée espagnole et de la Garde civile (Philippines) (où ils étaient connus sous le nom de "salacot"). Ils étaient généralement recouverts de tissu. Les troupes de l'Empire colonial français en Indochine les ont d'abord imitées et les ont appelées "salacco". [Les troupes de l'Empire britannique et de l'Empire néerlandais dans les régions voisines ont suivi le mouvement et le salakot est devenu un couvre-chef courant pour les forces coloniales au milieu du 19e siècle,.
C'est l'Empire britannique qui a le plus largement adopté le salakot. Ils ont commencé à expérimenter des modèles dérivés à la recherche d'un chapeau léger pour les troupes servant dans les régions tropicales. Cela a donné lieu à une succession de modèles qui ont finalement abouti au casque colonial,,.
Les marines françaises ont également introduit la première version du "salacco" dans les Antilles françaises, où il est devenu le "salako".
Le salakot est un symbole commun de l'identité philippine, souvent porté par la Personnification nationale Juan dela Cruz avec un barong tagalog. Juan dela Cruz avec un barong tagalog. Le kattukung, fabriqué à partir d'une calebasse, est également associé au leader révolutionnaire Ilocano du XVIIIe siècle Diego Silang.
En 2012, Teofilo Garcia de Abra à Luzon, artisan expert d'un type spécial de "salakot" fabriqué à partir de calebasse (Lagenaria siceraria) a été récompensé par la Commission nationale pour la culture et les arts par le Gawad sa Manlilikha ng Bayan (Prix national des trésors vivants) pour son dévouement à l'artisanat traditionnel de la fabrication de salakot en calebasse, affirmant le statut du salakot comme l'un des biens appartenant au patrimoine culturel immatériel des Philippines dans la catégorie de l'artisanat traditionnel.

## Galerie

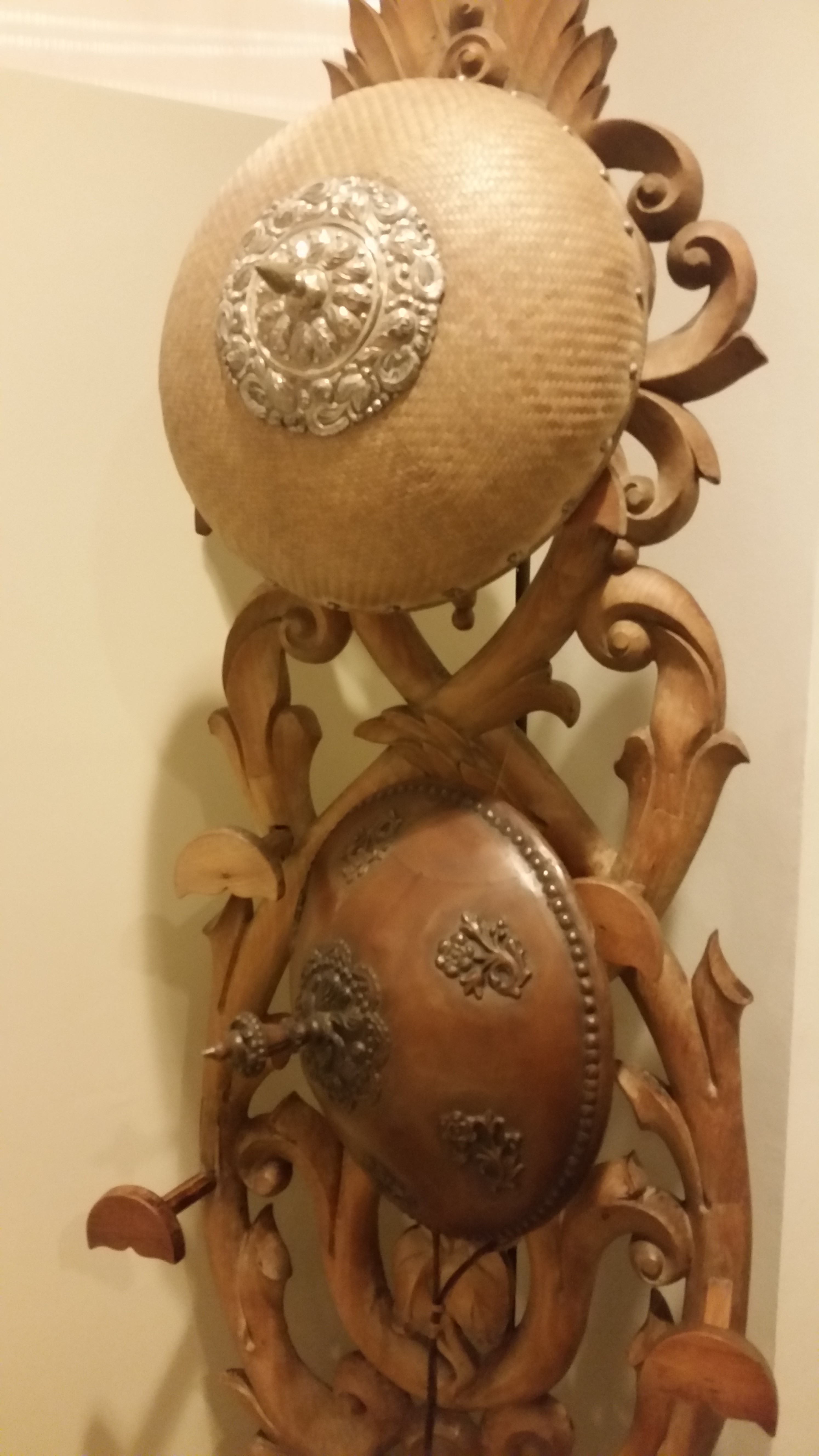
Salakot exposé dans le Musée de la monnaie aux Phipinnes
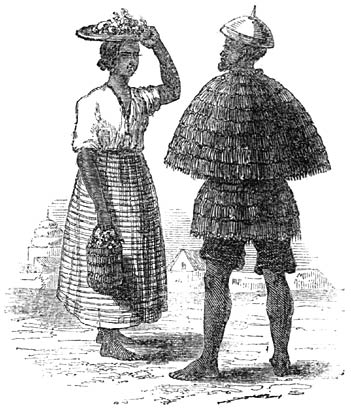
Illustration d'un homme et d'une femme Ilocano. L'homme porte un kattukong. v.1820
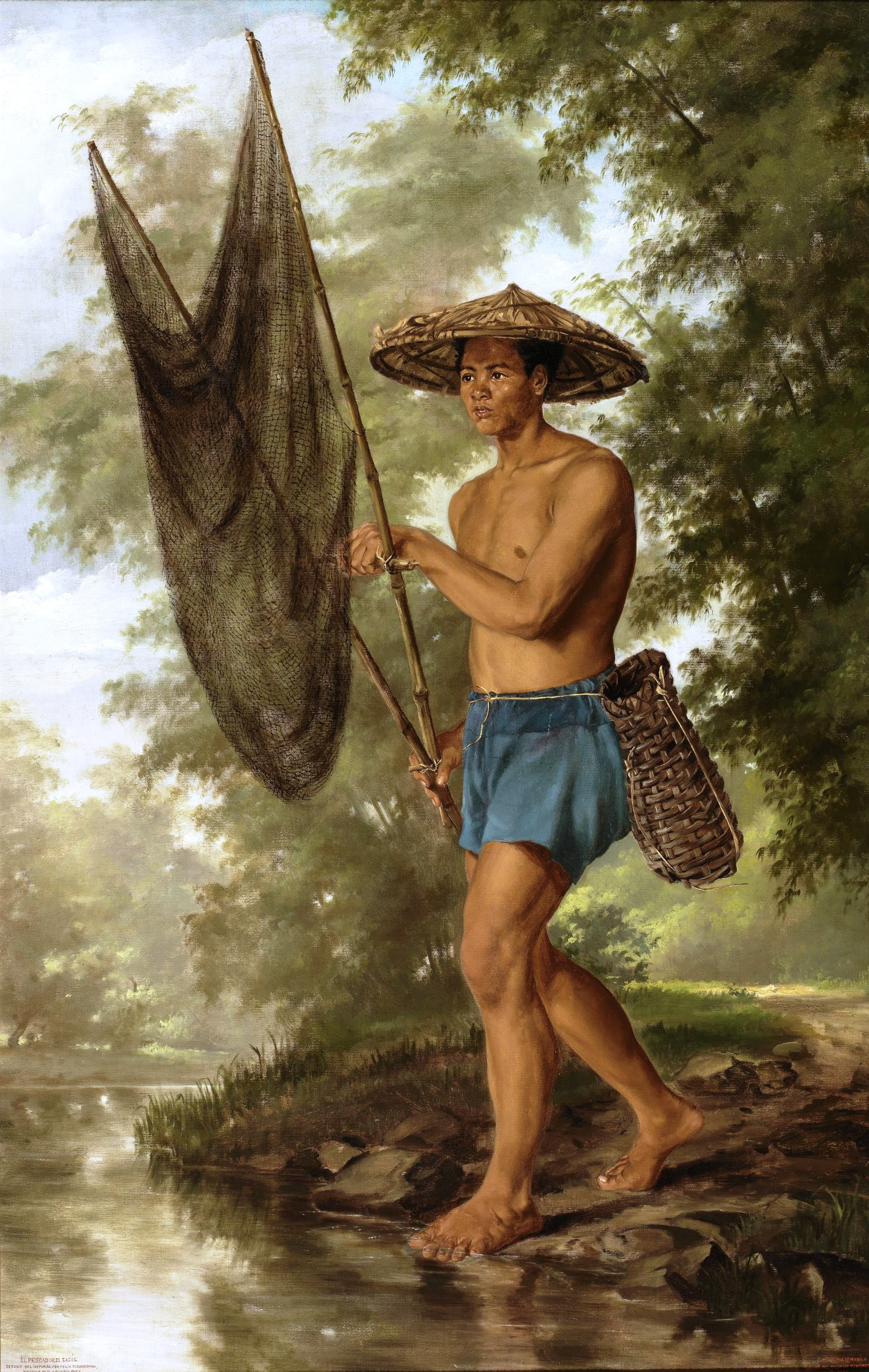
El pescador de Sacag, peinture d'un pêcheur avec un salakot par Félix Resurrección Hidalgo, vers 1875
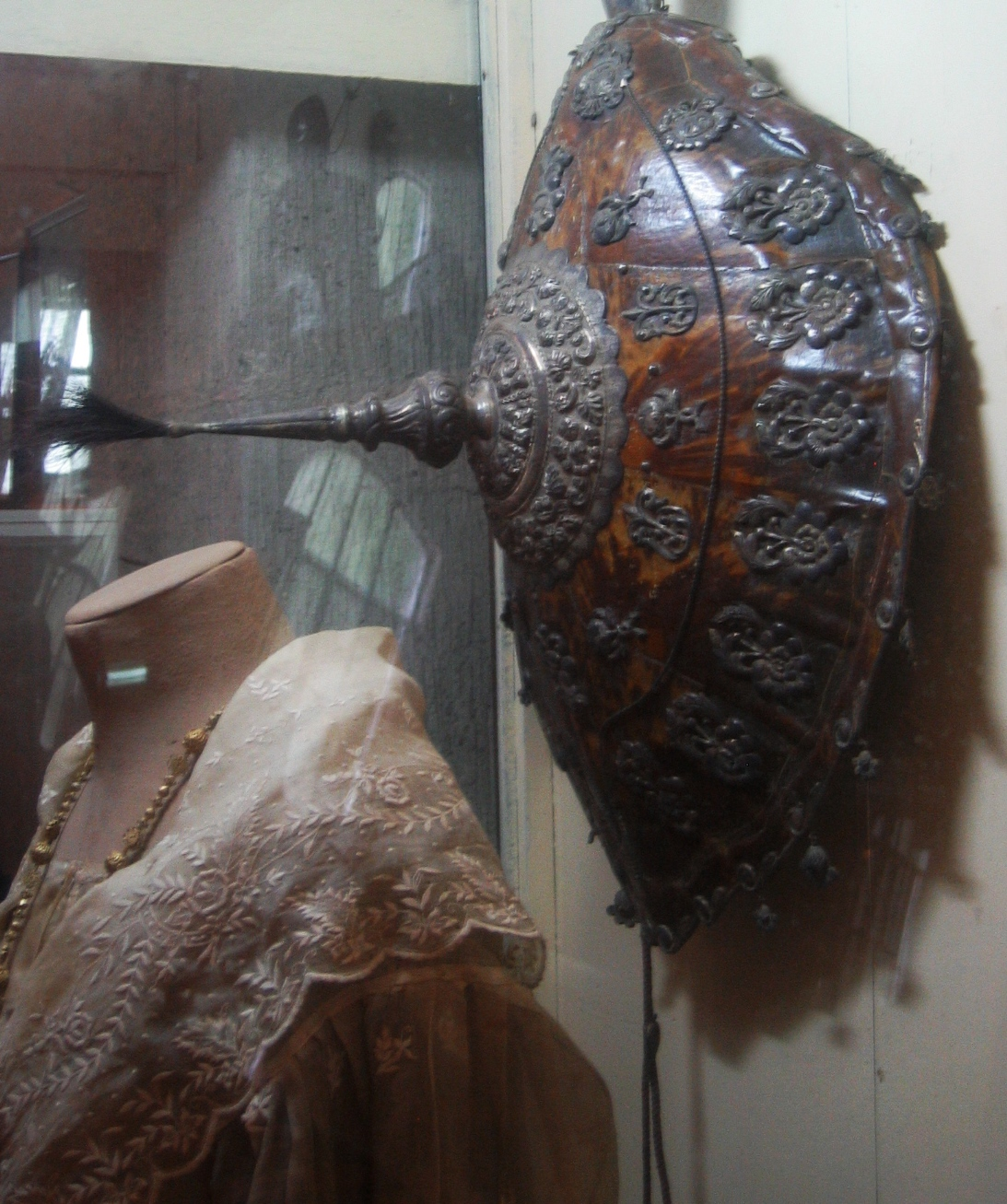
Salakot en écaille de tortue avec incrustation d'argent au musée de la Villa Escudero
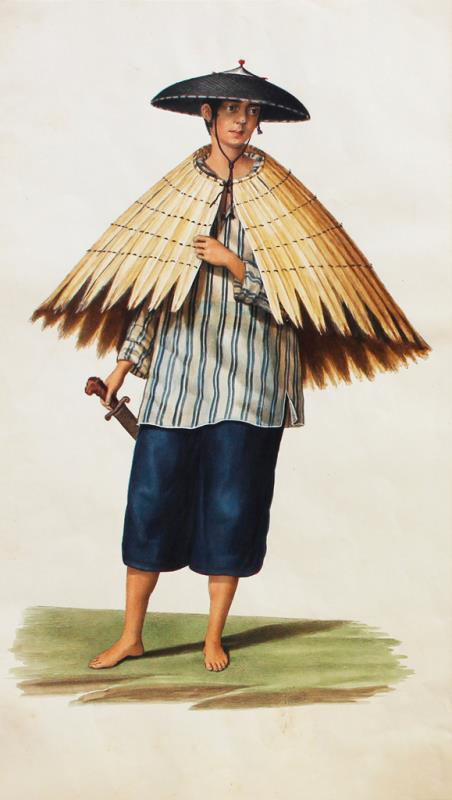
Paysan philippin avec un salakot et un imperméable traditionnel, par Justiniano Asuncion, vers 1841
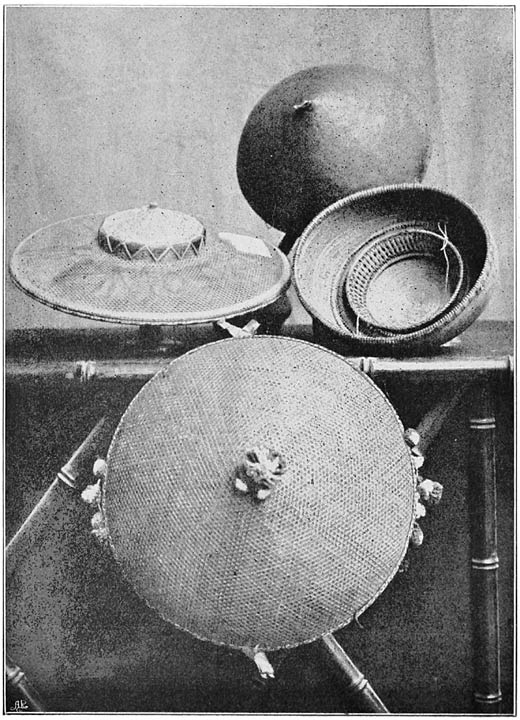
Différents types de salakot des Philippines, vers 1900. Le bandeau intérieur est visible sur le salakot du milieu à droite.
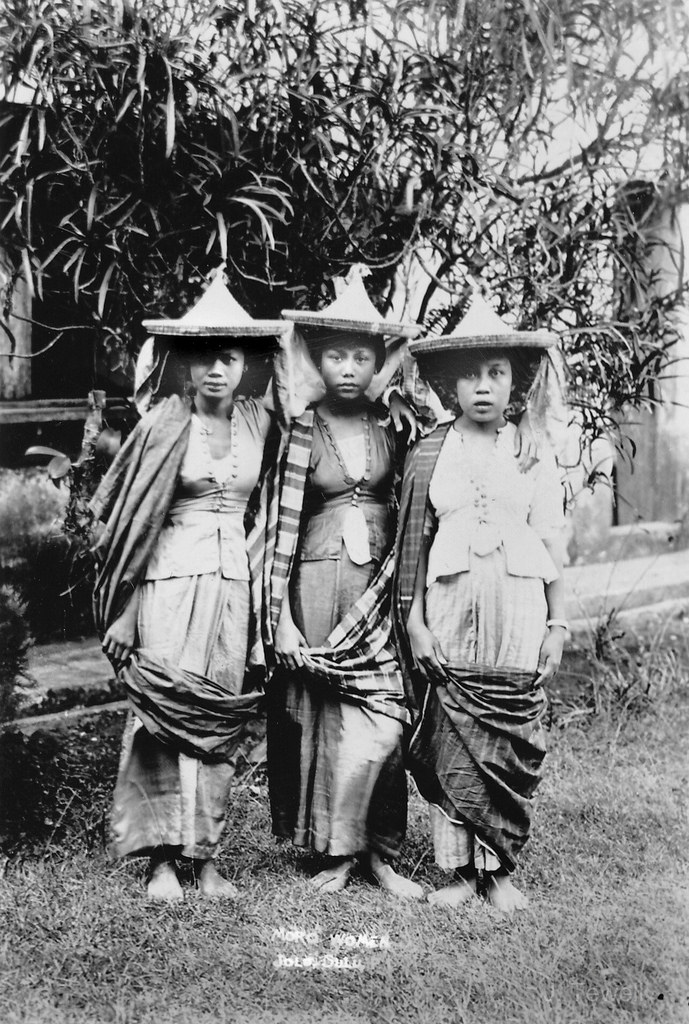
Trois femmes Sama-Bajau de Jolo, Sulu portant des "saruk", vers 1900
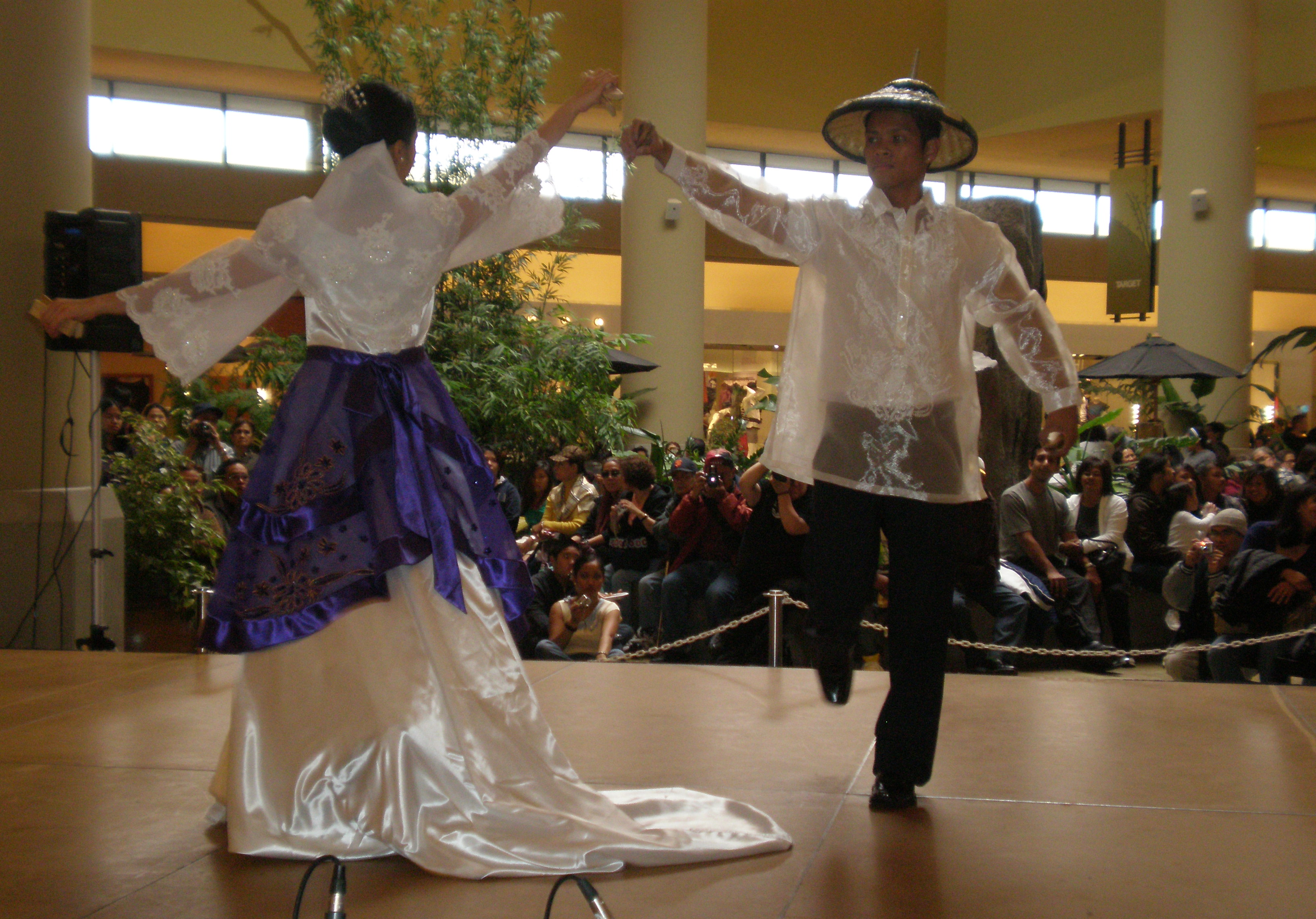
Danseurs jouant Jota Manileña, l'homme porte un barong tagalog avec un salakot.
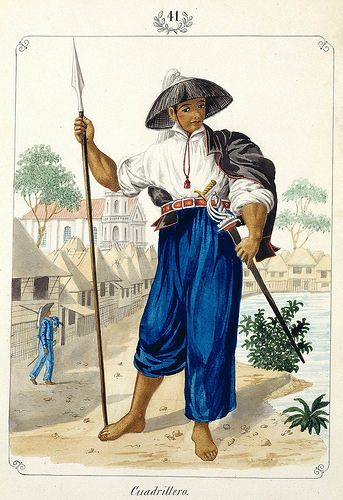
Cuadrillero de José Honorato Lozano, représentant un cuadrillero ou policier de village (députés locaux ou gendarmes) en salakot avec un panache en crin de cheval, vers 1847
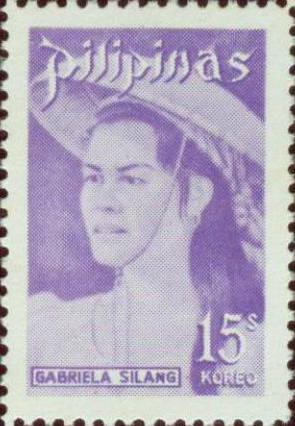
La dirigeante révolutionnaire Gabriela Silang est représentée portant un "salakot" sur un timbre-poste de 1974.
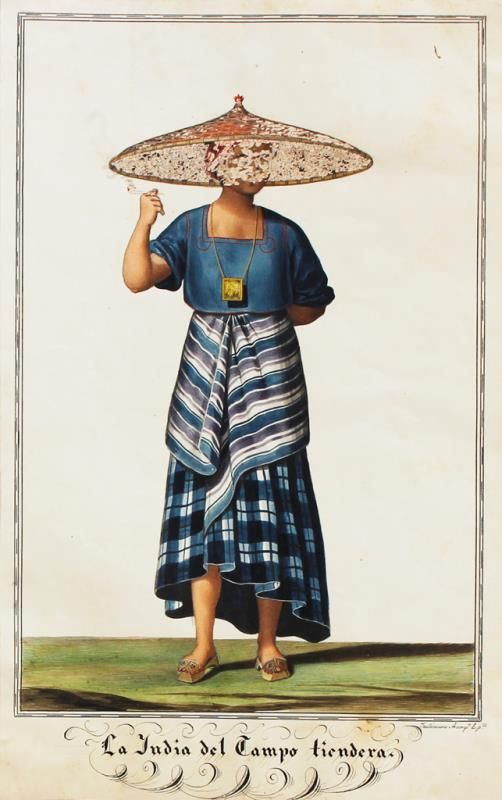
La Yndia del Campo Tiendera de Justiniano Asuncion
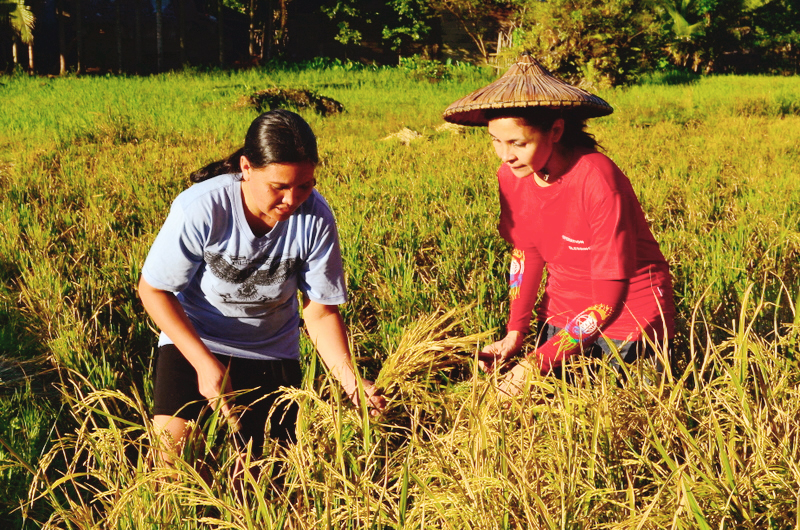
Salakot porté par une femme récoltant du riz